# Chamaeota tropica
Chamaeota tropica är en svampart som beskrevs av Pegler 1983. Chamaeota tropica ingår i släktet Chamaeota och familjen Pluteaceae.   Inga underarter finns listade i Catalogue of Life.